# Nematus incompletus
Nematus incompletus är en stekelart som beskrevs av Förster 1854. Nematus incompletus ingår i släktet Nematus, och familjen bladsteklar. Arten är reproducerande i Sverige.